# Grinding
Grinding (uitspraak graain-ding) is een term in de wereld van computerspellen om het proces te beschrijven waarmee een speler repetitieve acties in het spel uitvoert om toegang te krijgen tot andere functies. Een andere vaak gebruikte term is farming.

## Beschrijving
Grinding is een voorkomende handeling in veel MMORPG-spellen, maar ook in bepaalde rollenspellen of RPG's.
Het doel van grinding is het verhogen van ervaringspunten of het verkrijgen van buit, goud, munten, of andere waardevolle voorwerpen in het spel. Maar grinding kan soms ook nodig zijn om verder te komen in een spel, zodat sterkere monsters of een eindbaas verslagen kunnen worden, of dat een moeilijker gedeelte van een level bereikt kan worden.
De meest voorkomende manier om te grinden is door monsters te doden in ruil voor ervaringspunten. Dit gebeurt omdat de uitkomst van gevechten in een MMORPG meer afhangt van de statistieken van het personage dan van de vaardigheid van de speler. Een kritiekpunt van het keer op keer doden van dezelfde monsters is dat het saai kan worden en het de speelervaring naar beneden haalt.
Een andere manier om te grinden is bijvoorbeeld het mijnen van goud of mineralen. Met deze grondstoffen kan de speler vervolgens bij een verkoper in het spel betere uitrusting, wapens, leven of magie kopen.

## Voorbeelden
Enkele voorbeelden van spellen waarin grinding kan worden uitgevoerd zijn:
- Borderlands 2
- Diablo-serie
- Disgaea-serie
- Destiny 2
- Dragon Quest-serie
- Final Fantasy XII
- Minecraft
- Monster Hunter-serie
- No Man's Sky
- Runescape
- Stardew Valley
- Terraria
- Valorant
- World of Warcraft